# Dagmar Jandová
Dagmar Jandová (* 11. června 1979) je česká meteoroložka pracující v Českém hydrometeorologickém ústavu a spisovatelka knih pro děti. Je známá jako osobnost v televizních soutěžích Na lovu a Superlov. Vystudovala Přírodovědeckou fakultu Univerzity Karlovy, obor Geografie a biologie.

## Televizní osobnost
V soutěžních pořadech TV Nova Na lovu a Superlov vystupuje pod přezdívkou Kvízová dáma. Účastnila se i dalších televizních a vědomostních soutěží, mezi ně patří soutěž Nejslabší! Máte padáka!, AZ-kvíz či Riskuj!
Je vdaná, má dvě dcery a i mimo své povolání se věnuje tvorbě otázek pro deskové hry i další kvízové vědomostní soutěže.

## Působení v soutěži Na lovu
Během svého působení v Na lovu dosáhla velmi vysokých úspěchů. Do konce páté série odehrála celkem 118 epizod, v nichž prohrála pouze 29krát. To činí její úspěšnost přesně 75,42 % a řadí ji na 3. místo mezi nejúspěšnější lovce. 
Dosáhla také největšího počtu vyřazených soutěžících, včetně rekordních 6 zmrtvýchvstání. Nejvyšší několikrát dohnané skóre je 18 polí, přičemž nejvíce se jí podařilo nahrát 19 polí.